# Karl-Gustav Söderström
Karl-Gustav Söderström, född 11 november 1917 i Stockholm, död 17 december 1990 i Norrtälje, var en svensk tecknare och reklamtecknare.
Han var son till grosshandlaren Axel Söderström och Mimmi Westin. Efter studier vid Stockholms handelsgymnasium studerade Söderström vid Stockholms tillskärarakademi, Grafiska yrkesskolan, Anders Beckmans reklamskola och Reklaminstitutet samt under studieresor till Sydfrankrike, Korsika och Italien. Han var verksam som modetecknare 1947–1951 och därefter som reklamtecknare och illustrationstecknare för olika bokförlag. Som tidningstecknare medverkade han i Expressen med politiska teckningar. Som medlem i Föreningen Svenska tecknare deltog han i föreningens utställning på Svensk-franska konstgalleriet 1959 i samband med föreningen Nordiska tecknares kongress. Karl-Gustav Söderström är begravd på Norra begravningsplatsen utanför Stockholm.